# Egg (album)
Egg este albumul de debut al trupei Britanice Egg, apărut în 1970.

## Tracklist
1. "Bulb" (Peter Gallen) (0:09)
2. "While Growing My Hair" (Clive Brooks, Mont Campbell, Dave Stewart) (3:53)
3. "I Will Be Absorbed" (Brooks, Campbell, Stewart) (5:10)
4. "Fugue in D Minor" (Bach) (2:46)
5. "They Laughed When I Sat Down at The Piano..." (Brooks, Campbell, Stewart) (1:17)
6. "The Song of McGillicudie The Pussilanimous (or don't worry James, your socks are hanging in the coal cellar with Thomas)" (Brooks, Campbell, Stewart) (5:07)
7. "Boilk" (Brooks, Campbell, Stewart) (1:00)
8. "Symphony No. 2" (Brooks, Campbell, Stewart) (22:26)

## Componență
- Dave Stewart - orgă, pian
- Mont Campbell - bas, voce
- Clive Brooks - tobe